# Mikkel Beha Erichsen
Mikkel Beha Erichsen (født 11. august 1966 på Nørrebro i København) er en dansk tv-vært og tidligere tv-redaktør- og producer.
Han er tidligere underholdningsredaktør på TV 2 og har været redaktionschef på Popstars Showtime!, men er bedst kendt som vært på Go' Aften Danmark 2008-2010, hvor han tog over efter Hans Pilgaard. Fra sommeren 2010 var han vært på Go' Morgen Danmark. Senere er han kendt for serien Kurs mod fjerne kyster. Inden han kom til TV 2, arbejdede han ved Danmarks Radios B&U-afdeling i syv år og som serieproducer på Discovery Channel.
Han er søn af forfatteren Troels Kløvedal. Han er opvokset i kollektivet Maos Lyst i Hellerup.
Han er medlem af Eventyrernes Klub

## Privatliv
Mikkel Beha Erichsen er søn af TV-redaktør Marianne Kjær og forfatter Troels Kløvedal og er opvokset i kollektivet Maos Lyst i Hellerup. Han er gift med Marian Midé, med hvem han har børnene Emil, Theis og Alfred. Han er desuden fætter til supermodel Freja Beha Erichsen.